# Euchloron
Euchloron is een geslacht van vlinders uit de onderfamilie Macroglossinae van de familie pijlstaarten (Sphingidae).

## Soorten
- Euchloron megaera (Linnaeus, 1758)
- Euchloron pulcherrima Brandt, 1938